# Теорема Круля
Теорема Круля в абстрактній алгебрі стверджує існування максимального ідеалу в довільному кільці з одиницею. Теорема названа на честь німецького математика Вольфганга Круля, що довів її у 1926 році. У 1978 році Вілфрід Ходжес довів, що з теореми Круля випливає лема Цорна.. Відповідно твердження теореми еквівалентно аксіомі вибору.

## Твердження
Нехай R — нетривіальне кільце з одиницею. Тоді для довільного ідеалу {\displaystyle I\subset R} існує максимальний ідеал J, такий що {\displaystyle I\subset J.} Зокрема якщо взяти ідеал {\displaystyle \{0\}} то звідси випливає існування максимального ідеалу для довільного кільця з одиницею.

### Доведення
Нехай S — множина власних ідеалів R, що містять I. Множина S є непорожньою, оскільки I є елементом S. S є частково впорядкованою множиною щодо включення підмножин. Для довільної лінійно впорядкованої підмножини T елементів S, об'єднання ідеалів з T є також ідеалом . Цей ідеал є власним (оскільки 1 не належить жодному власному ідеалу з S і, відповідно з T). Тому згідно з лемою Цорна у множині S є максимальний елемент, що і буде максимальним ідеалом, що містить I.